# Зграда у ул. Браће Милосављевића 20 у Јагодини
Зграда у ул. Браће Милосављевића 20 у Јагодини представља непокретно културно добро као споменик културе, решењем Завода за заштиту споменика културе у Крагујевацу бр. 991/1 од 11. новембра 1976. године.
Првобитна зграда у улици Браће Милосављевић бр. 20 у Јагодини саграђена је 1820. године и припадала је типу развијенијих грађевина. Имала је шест просторија и доксат испод кога се налазио улаз у подрум. Кров је био покривен ћерамидом. Таваница је у већини просторија била од шашовца. Огњиште је временом зазидано. Крајем 20. века на месту старе зграде подигнута је нова зграда која је делимично задржала габарит, распоред просторија, изглед крова, прозора, димњака и остале грађевинске и украсне елементе првобитне зграде.